# Rio Riacho
Rio Riacho är ett vattendrag i Brasilien.   Det ligger i delstaten Espírito Santo, i den sydöstra delen av landet, 900 km sydost om huvudstaden Brasília.
I omgivningarna runt Rio Riacho växer i huvudsak städsegrön lövskog.